# Kværkeby Sogn
Kværkeby Sogn er et sogn i Ringsted-Sorø Provsti (Roskilde Stift).
I 1800-tallet var Kværkeby Sogn anneks til Vigersted Sogn. Begge sogne hørte til Ringsted Herred i Sorø Amt. Vigersted-Kværkeby sognekommune blev senere delt, så hvert sogn blev en selvstændig sognekommune. Ved kommunalreformen i 1970 blev både Vigersted og Kværkeby indlemmet i Ringsted Kommune.
I Kværkeby Sogn ligger Kværkeby Kirke.
I sognet findes følgende autoriserede stednavne:
- Adamshøj (bebyggelse)
- Antonshåb (bebyggelse)
- Bedsted Overdrev (bebyggelse, ejerlav)
- Bjerget (bebyggelse)
- Bøstofte (bebyggelse)
- Fjællebro (bebyggelse, ejerlav)
- Høed Skov (areal, bebyggelse, ejerlav)
- Kongsted (bebyggelse, ejerlav)
- Kværkeby (bebyggelse, ejerlav)
- Læhuse (bebyggelse)
- Magleholm (bebyggelse)
- Rolighed (bebyggelse)
- Rosengård (ejerlav, landbrugsejendom)
- Rosholm (bebyggelse)
- Slimminge Ore (areal, ejerlav)
- Slimminge Overdrev (bebyggelse, ejerlav)
- Stenmarksgårde (bebyggelse, ejerlav)